# Audi R8
Audi R8 je sportski model njemačke marke Audi. Proizvodi se od 2006. godine u Audijevoj tvornici u Neckarsulmu.
Bazira se na studiji Le Mans quattro iz 2003. godine koja je pokazana na Frankfurtskoj izložbi automobila IAA. Serijski automobil je predstavljen na Mondial de l'Automobileu. Izgrađen je na platformi Lamborghini Gallarda. 70 radnika sklapa 5000 dijelova ručno te svakog dana proizvedu 15 automobila.
Cijena Audija R8 u Hrvatskoj počinje kod 1.065.679 kuna za 6-stupanjski mjenjač, a za R-Tronic mjenjač 1.149.176 kuna.

## Specifikacije
| Model:                         | Audi R8 4.2 FSI quattro                  | Audi R8 4.2 FSI quattro                  | Audi R8 4.2 FSI quattro                  | Audi R8 5.2 FSI quattro                  | Audi R8 5.2 FSI quattro                  | Audi R8 GT                               | Audi R8 GT                               |
| ------------------------------ | ---------------------------------------- | ---------------------------------------- | ---------------------------------------- | ---------------------------------------- | ---------------------------------------- | ---------------------------------------- | ---------------------------------------- |
| Varijanta:                     | Coupé (do sredine 2010.)                 | Coupé (od sredine 2010.)                 | Spyder                                   | Coupé                                    | Spyder                                   | Coupé                                    | Spyder                                   |
| Motor:                         | V8                                       | V8                                       | V8                                       | V10                                      | V10                                      | V10                                      | V10                                      |
| Obujam:                        | 4163 cm³                                 | 4163 cm³                                 | 4163 cm³                                 | 5204 cm³                                 | 5204 cm³                                 | 5204 cm³                                 | 5204 cm³                                 |
| Snaga pri 1/min:               | 309 kW (420 ks) pri 7800                 | 309 kW (420 ks) pri 7800                 | 316 kW (430 ks) pri 7900                 | 386 kW (525 ks) pri 8000                 | 386 kW (525 ks) pri 8000                 | 412 kW (560 ks) pri 8700                 | 412 kW (560 ks) pri 8700                 |
| Max. broj okretaja pri 1/min:  | 430 Nm pri 4500–6000                     | 430 Nm pri 4500–6000                     | 430 Nm pri 4500–6000                     | 530 Nm pri 6500                          | 530 Nm pri 6500                          | 540 Nm pri 6500                          | 540 Nm pri 6500                          |
| Vrsta pogona:                  | Quattro pogon                            | Quattro pogon                            | Quattro pogon                            | Quattro pogon                            | Quattro pogon                            | Quattro pogon                            | Quattro pogon                            |
| Mjenjač:                       | 6-stupanjski mjenjač, ručni ili R-Tronic | 6-stupanjski mjenjač, ručni ili R-Tronic | 6-stupanjski mjenjač, ručni ili R-Tronic | 6-stupanjski mjenjač, ručni ili R-Tronic | 6-stupanjski mjenjač, ručni ili R-Tronic | 6-stupanjski mjenjač R-Tronic            | 6-stupanjski mjenjač R-Tronic            |
| Razmak kotača sprijeda/straga: | 1638/1595 mm                             | 1638/1595 mm                             | 1638/1595 mm                             | 1638/1595 mm                             | 1638/1595 mm                             | 1638/1595 mm                             | 1638/1595 mm                             |
| Veličina kotača:               | 235/40 R 18 sprijeda, 285/35 R 18 straga | 235/40 R 18 sprijeda, 285/35 R 18 straga | 235/40 R 18 sprijeda, 285/35 R 18 straga | 235/35 R 19 sprijeda, 295/30 R 19 straga | 235/35 R 19 sprijeda, 295/30 R 19 straga | 235/35 R 19 sprijeda, 295/30 R 19 straga | 235/35 R 19 sprijeda, 295/30 R 19 straga |
| Težina:*                       | 1635 [1640] kg                           | 1635 [1640] kg                           | 1735 [1740] kg                           | 1695 [1700] kg                           | 1795 [1800] kg                           | 1600 kg                                  | 1715 kg                                  |
| 0–100 km/h:*                   | 4,6 s                                    | 4,6 s                                    | 4,8 s                                    | 3,9 s                                    | 4,1 s                                    | 3,6 s                                    | 3,8 s                                    |
| Vmax:*                         | 301 km/h                                 | 302 km/h                                 | 300 km/h                                 | 316 km/h                                 | 313 km/h                                 | 320 km/h                                 | 317 km/h                                 |
| Vrsta goriva:                  | Super Plus                               | Super Plus                               | Super Plus                               | Super Plus                               | Super Plus                               | Super Plus                               | Super Plus                               |
| Potrošnja (ukupno):*           | 13,9 [13,3] l/100 km                     | 14,2 [13,3] l/100 km                     | 14,4 [13,5] l/100 km                     | 14,7 [13,7] l/100 km                     | 14,9 [13,9] l/100 km                     | 13,9 l/100 km                            | 14,2 l/100 km                            |
| CO2 emisija:*                  | 332 [318] g/km                           | 332 [310] g/km                           | 337 [315] g/km                           | 351 [327] g/km                           | 356 [332] g/km                           | 323 g/km                                 | 332 g/km                                 |

## Modeli

### R8 Spyder
R8 Spyder je otvorena verzija sportskog modela R8. Dostupan je s 3 motora: V8 s 316 kW (430 KS) ili V10 s 386 kW (525 KS) ili 412 kW (560 KS) u R8 GT Spyderu.
- Pogled na R8 Spyder
- Pogled ostraga na R8 Spyder

### R8 GT
R8 GT je dosad najjača verzija i limitirana ja na samo 333 komada. Dostupan je kao Coupé ili Spyder. GT Coupé je 100 kg lakši od R8 V10 Coupé-a a GT Spyder je 85 kg lakši od R8 V10 Spydera. Oboja modela imaju 412 kW (560 KS).
- Pogled na R8 GT
- Pogled ostraga na R8 GT

### Abt R8 GT R
U ožujku 2010. od tunera Abt predstavljen je Abt Audi R8 GT R. R8 GT R je limitiran na 25 komada. Abt je u automobil uključio svoje iskustvo u utrkama i je u odnosu na standardni 5,2-litarski oko R8 100 kg lakši. Uz veći stražnji spojler i modificirane branice GT R također ima nove keramičke kočnice. U interijer Abt je ugradijo sportska Recaro sjedala i nehrđajući čelični 'roll bar'. Dodatno dobio je volan iz carbona. 5,2-litreni V10 u Abt R8 GT R-u ima 447 kW (620 KS), pa ubrzuje za 3,2 sekunda do 100 km/h. 200 km/h doseže za 9,9 sekunda. Najveća brzina je 325 km/h. Abt R8 GT R u njemačkoj ima cijenu od 289.000 EUR.
- Abt R8 GT R

### R8 V12 TDI
Na Detroit Motor Showu 2008. godine se mogao prvi put vidjeti R8 sa 6,0-litarskim V12 dizelskim motorom. Studija ima za cilj uspostavu Audi TDI dizelske tehnologije, koja je uspješno pobijedila u Le Mansu s R10 TDI. Dizelski motor s TDI tehnologijom pruža 368 kW (500 KS), 1000 Nm pri 1750-3000 okretaja u minuti. R8 V12 TDI ubrzava za 4,2 sekunde s 0 na 100 km/h, što je 0,4 sekunde brže od benzinskog V8 motora. Najveća brzina je oko 325 km/h.
- Pogled na motor
- Interijer

### R8 LMS
R8 LMS je trkačka verzija Audija R8. Ta verzija je proizvedena po FIA GT3 pravilima i razlikuje se na nekim mjestima od serijskog modela. Tako su bile modifikacije kao stražnji pogon (pogon na četiri kotača je nezakonit) i veći stražnji spojler potrebne. Performanse od preko 368 kW (500 KS) se prenosiju preko sekvencijalnog 6-stupanjskog sportskog prijenosa.
- R8 LMS belgijske GT serije
- Zvuk R8 LMS-a

## Vanjske poveznice
- Audi Hrvatska  Arhivirana inačica izvorne stranice od 5. veljače 2008. (Wayback Machine)